# Kathleena sepulcralis
Kathleena sepulcralis är en insektsart som först beskrevs av Ball 1935.  Kathleena sepulcralis ingår i släktet Kathleena och familjen sköldstritar. Inga underarter finns listade i Catalogue of Life.